# Os Boys Amam, o Ex Chora
"Os Boys Amam, o Ex Chora" é uma canção do cantor brasileiro Jerry Smith, lançado em 5 de agosto de 2020 pela Universal Music e conta com a participação da dupla sertaneja Simone & Simaria.

## Vídeo musical
O video musical foi dirigido pela Sync Design.

## Créditos
Créditos adaptados do Tidal.
- Jerry Smith – Artista principal e vocais
- Simone & Simaria – Artista convidado e vocais
- Jenner Melo – Produção
- Tierry – Composição

## Desempenho nas tabelas musicas
| País — Tabela musical (2020) | Melhor posição |
| ---------------------------- | -------------- |
| Brasil (Top 100)             | 35             |
| Brasil (Top 10 Funk)         | 1              |